# (1136) Mercedes
Pour les articles homonymes, voir Mercedes.
(1136) Mercedes est un astéroïde de la ceinture principale découvert le 30 octobre 1929 par l'astronome espagnol Josep Comas i Solà.

Sa désignation provisoire était 1929 UA, son nom vient de la belle-sœur du découvreur.